# Central Point
Central Point is een plaats (city) in de Amerikaanse staat Oregon, en valt bestuurlijk gezien onder Jackson County.

## Demografie
Bij de volkstelling in 2000 werd het aantal inwoners vastgesteld op 12.493. In 2006 is het aantal inwoners door het United States Census Bureau geschat op 16.150, een stijging van 3657 (29,3%).

## Geografie
Volgens het United States Census Bureau beslaat de plaats een oppervlakte van 7,9 km², geheel bestaande uit land.

## Plaatsen in de nabije omgeving
De onderstaande figuur toont nabijgelegen plaatsen in een straal van 16 km rond Central Point.